# Prince Albert (Sudafrica)
Prince Albert è un centro abitato del Sudafrica, situato nella provincia del Capo Occidentale.